# Bank of China Tower
22°16′45″N 114°09′41″Ø / 22.27917°N 114.16139°Ø
Bank of China Tower er en skyskraber i Hongkong, Kina. Bygningen blev designet af arkitekten I. M. Pei og er med sine 305 meter en af verdens højeste bygninger. Regner man bygningens to master med bliver højden hele 367,4 meter. Bygningen på 70 etager blev bygget i 1989 og ligger nær stationen Central MTR. Bank of China Tower var den højeste bygninger i Hong Kong og Asien 1989-1992 og blev den første bygningen udenfor USA som var højere end 1000 fod. Den er nu den tredje højeste skyskraber i Hong Kong, efter Two International Finance Center og Central Plaza.
- Wikimedia Commons har flere filer relateret til Bank of China Tower